# 2024年澳門選舉委員會選舉
2024年澳門選舉委員會選舉是澳门於2024年8月11日舉辦的一次選舉，旨在選出选举委员会的委員。

## 進程
2024年4月8日，《澳門特別行政區公報》刊登第14/2024號行政命令，澳門行政長官根據《行政長官選舉法》的相關規定，訂定2024年8月11日為行政長官選舉委員會委員的選舉日。新一屆行政長官選舉管理委員會主席及委員於當天下午4時舉行就職儀式，委員會主席、終審法院法官宋敏莉及委員檢察院助理檢察長米萬英、第一審法院合議庭主席盛銳敏、行政公職局局長吳惠嫻及新聞局局長陳露，先後宣誓就職。由於；按照法律規定，行政長官選舉日須與選委會選舉日相隔最少60天、應早於行政長官任期屆滿之日至少60天以及須為星期日，因此選舉日只能為10月20日。

### 348人參選，2界別有競爭
7月11日，澳門行政長官選舉管理委員會公布一共有348人報名參選需競逐的席位。委員會亦表示人部參選人皆符合參選資格。於教育界及勞工界，合資格參選人數均分別超出該界別分組選委名額，該2個界別將出現競爭。而其餘5個界別或界別分組合資格參選人數，與獲分配選委的名額相同，毋須競逐。
2024年7月17日，澳門行政長官選委會公佈投票站的地點及開放時間。委員選舉第一界別工商、金融界，第二界別的文化界、教育界、專業界及體育界，第三界別中的勞工界及社會服務界投票站設於澳門綜藝館、澳門理工大學體育館和中葡職業技術學校三個地點。
2024年7月19日，澳門行政長官選舉管理委員會根據《行政長官選舉法》的相關規定，制定及公佈第1/CAECE/2024號指引。其中競選活動期由2024年7月27日凌晨零時開始，至8月9日午夜12時結束。

## 選舉結果
2024年8月11日，行政長官選舉委員會選舉舉行。澳門特別行政區終審法院於2024年8月14日核實了總核算委員會送交的2024年行政長官選舉委員會委員選舉的總核算結果，並予以公佈。
2024年8月24日，400名行政長官選舉委員會委員經簽署的就任宣誓聲明書全部被行政長官選管會收回，所有就任宣誓聲明書均符合法律規定要求，圓滿完成這項因應法律規定而首次開展的重要程序；全體委員包括：第一界別工商、金融界共120人，第二界別中的文化界26人、教育界29人、專業界43人、體育界17人，第三界別中的勞工界59人、社會服務界50人、宗教界6人，以及第四界別中的立法會議員代表22人、澳門地區全國人大代表12人、澳門地區全國政協委員的代表14人、市政機構成員代表2人。